# Fatalii
Il Fatalii è una cultivar di peperoncino della specie Capsicum chinense originaria dell'Africa.

## Caratteristiche
Caratterizzato da una maturazione tardiva, il frutto acerbo è di colore verde e a maturità vira al giallo. Esso ha una forma oblunga, più sottile all'apice, in media di otto centimetri di lunghezza e due cm di diametro alla base.
Lo stesso ha un profumo intenso e un gusto di agrumi e frutta esotica. È usato in moltissime salse e per accompagnare i tipici piatti di pesce locali.

## Coltivazione
La pianta della varietà di peperoncino Fatalii, durante la crescita, si sviluppa eretta, ramificata con un portamento ad alberello, raggiungendo altezze massime di 1,30 metri ed un'estensione di 0,60 metri.

## Piccantezza
Il livello di piccantezza nella Scala di Scoville è medio-alto, e si attesta intorno a 250.000 SHU.